# Paul Georg von Möllendorff

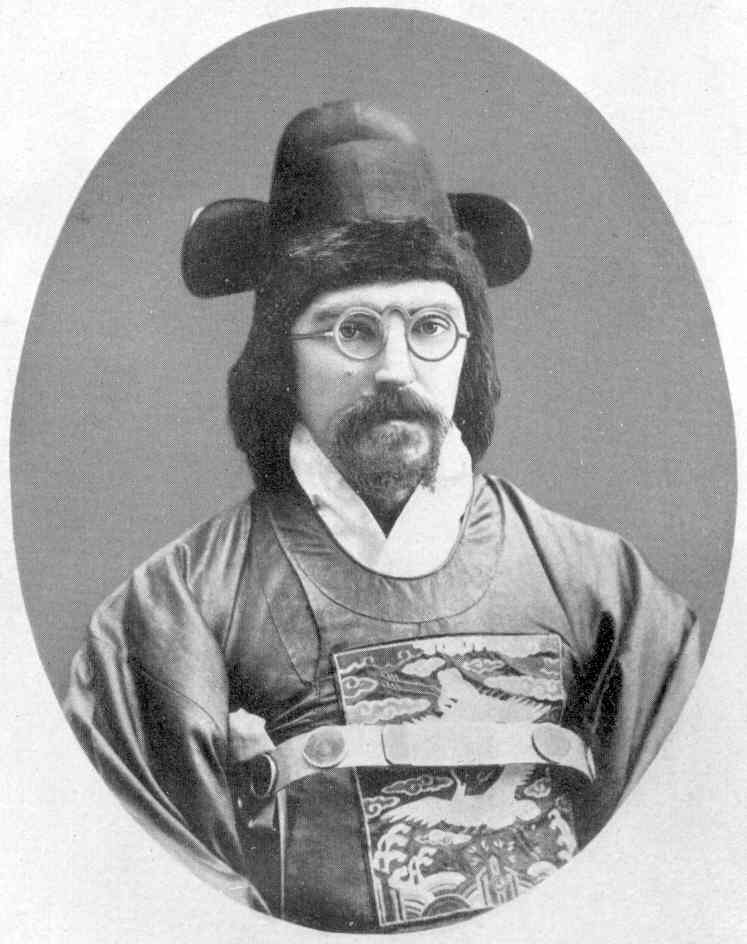
Paul Georg von Möllendorff in Amtstracht als koreanischer Vizeminister

Paul Georg von Möllendorff (* 17. Februar 1847 in Zehdenick, Provinz Brandenburg; † 20. April 1901 in Ningbo, China) war ein deutscher Sprachwissenschaftler und zeitweiliger Diplomat. Er war in Ostasien tätig als Dolmetscher an deutschen Konsulaten, als höherer Beamter der chinesischen Seezollbehörde und als einflussreicher Vizeminister des Königreichs Korea.

## Jugend, Ausbildung, Familie
Paul Georg von Möllendorff war der ältere Sohn des preußischen Ökonomiekommissionsrats Georg von Möllendorff (1811–1861) und seiner Ehefrau Emma Meyer (1817–1872). Er besuchte die Volksschule und das Gymnasium in Görlitz. Ab 1865 studierte er an der Friedrichs-Universität Halle und wurde Mitglied des Corps Normannia-Halle. Außer Rechtswissenschaft und Orientalistik belegte er philologische Fächer. Unter anderem erlernte er die Hebräische Sprache, die er besonders gut beherrscht haben soll, jedoch keine ostasiatische Sprache. 1869 beendete er die Studien ohne Abschluss und trat auf Empfehlung eines Freundes der Familie eine Stelle in dem Seezolldienst an, der von dem Briten Robert Hart für das Kaiserreich China in dessen Häfen aufgebaut wurde. Nach dem Erhalt von Reisepapieren und der Auszahlung eines Vorschusses in Berlin begab er sich nach Shanghai. Die Reise – bis Triest mit der Eisenbahn, von dort auf verschiedenen Schiffen – dauerte acht Wochen.
Während eines Deutschlandurlaubs 1877 heiratete Möllendorff Rosalie Holthausen (1848–1943), mit der er die Töchter Emma (1880–1963), Margarete (1883–1963) und Dora (1886–1971) hatte.

## China
In Shanghai und Hankou, wohin er bald versetzt wurde, lernte er sehr schnell und gründlich Chinesisch und legte die vorgesehene Sprachprüfung vorzeitig ab. Die Zolltätigkeit hier und an weiteren Dienstorten befriedigte ihn auf die Dauer nicht. Er verließ 1874 den chinesischen Dienst und trat als Dolmetscher in den deutschen konsularischen Dienst über, dem er an verschiedenen Orten Chinas bis 1882 angehörte. Auch hier fand er keine Befriedigung, zumal er die zunächst in Aussicht gestellte Position eines Konsuls nicht erhielt. Er wechselte wieder in chinesische Dienste bei dem Provinzgouverneur und Großkanzler Li Hongzhang in Tianjin, dem damals bedeutendsten Staatsmann Chinas. Li war u. a. verantwortlich für die Beziehungen zu Korea, das zu China in einem traditionellen Vasallenverhältnis stand.

## Korea

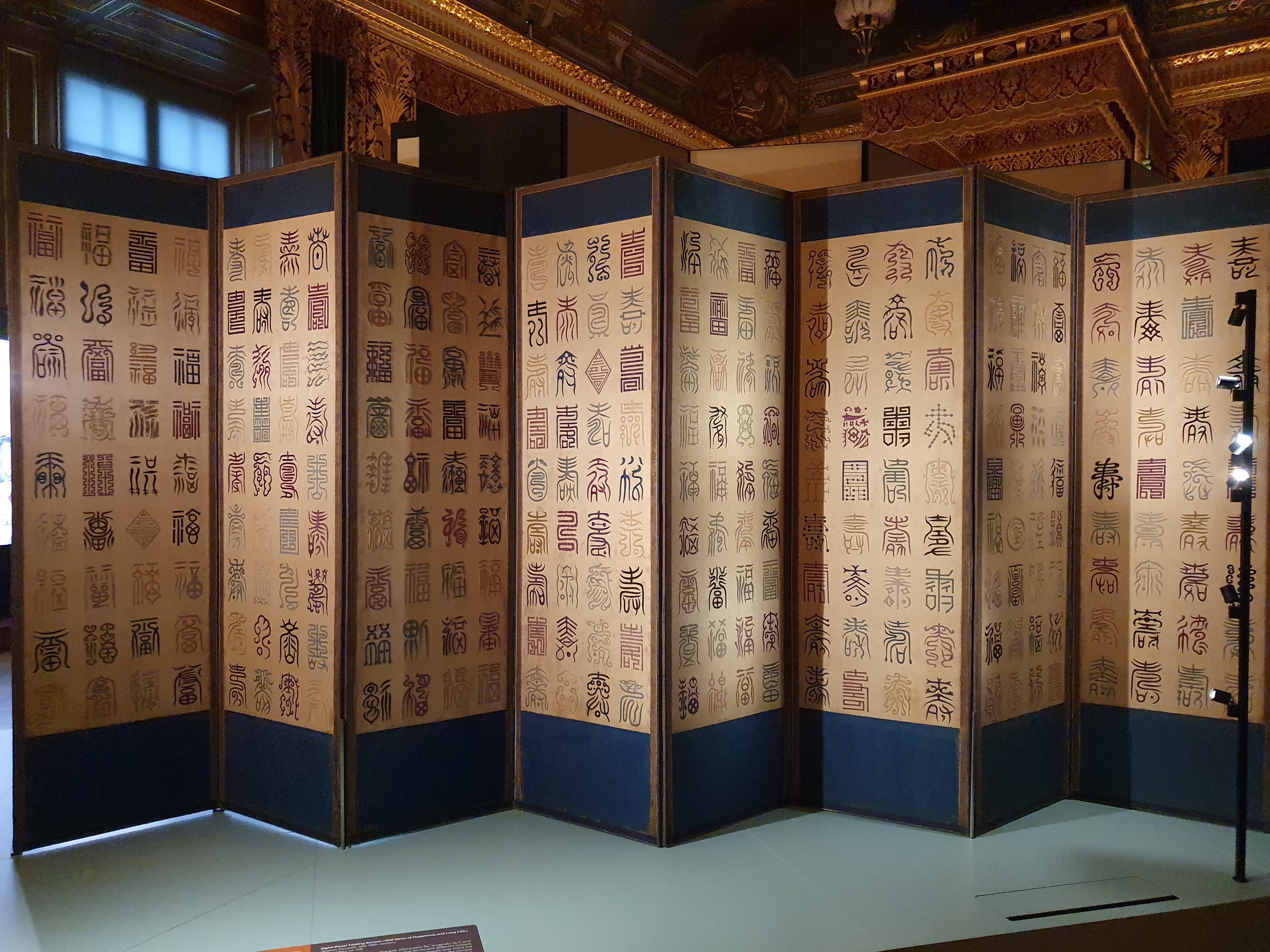
Achtteiliger Stellschirm „100 Ideen von Glück und langem Leben“ aus der Joseon-Dynastie, Ende 19. Jahrhundert, Stickerei auf Seide. Vermutlich ein Geschenk von König Gojong an Paul Georg von Möllendorff

Li wollte Korea, das „Einsiedlerreich“ (hermit kingdom), für Beziehungen zu westlichen Ländern öffnen und japanischer Einflussnahme vorbeugen. Er entsandte Möllendorff im Dezember 1882 als Berater nach Seoul. Möllendorff – der erste westliche Ausländer, den der koreanische König Gojong kennenlernte – hatte in den vorangegangenen Wochen Koreanisch studiert und konnte sich dem König mit einem Satz in Landessprache vorstellen. Er gewann schnell dessen Vertrauen und wurde zum Vize-Außenminister und Leiter des aufzubauenden koreanischen Zolldienstes ernannt. Bald nahm er noch weitere Ämter wahr, war der wichtigste Berater des Königs und wirkte entscheidend mit an der praktischen Umsetzung des kurz vorher mit den USA geschlossenen Handelsvertrages sowie an den Verträgen, die Korea in der Folge mit Deutschland, Großbritannien, Russland und Italien schloss. Er leitete auf vielen Gebieten Entwicklungen oder Reformen ein, z. B. Wiederbelebung alter Handwerke, Industrialisierung, Währungssystem, Schulwesen, Fremdsprachenunterricht, Medizin, Strafrecht und Religionsfreiheit. In seiner Lebensweise passte er sich asiatischen Bräuchen an, führte den koreanischen Namen Mok In-dŏk 穆麟德 und war bei der Bevölkerung beliebt. Einige Beobachter gingen so weit, Möllendorff als den „eigentlichen Herrscher von Korea“ zu bezeichnen.
Er setzte sich zum Ziel, Korea möglichst eigenständig und unabhängig, auch unabhängig von China, zu machen. Die außenpolitische Stabilisierung des Landes – des traditionellen Zankapfels zwischen China und Japan – wollte er durch eine engere Bindung an Russland als dritte Macht bewirken. Ab 1884 führte er mit Einwilligung und Unterstützung des Königs (Gojong) entsprechende geheime Verhandlungen mit russischen Repräsentanten in Japan. Nach Bekanntwerden stieß dieses Vorhaben jedoch auf heftige Ablehnung nicht nur beim chinatreuen Teil des koreanischen Kabinetts (vor allem im kurz vorher geschaffenen, von Kim Yunsik geführten Außenministerium), sondern auch bei den Großmächten Japan, China, Großbritannien und USA. Um seine eigene Verstrickung in das gescheiterte Unterfangen zu verschleiern und dem Einschreiten der Großmächte zuvorzukommen, forderte König Gojong von China die Abberufung Möllendorffs. Diese erfolgte im Herbst 1885. Auch eine versuchte Wiedereinsetzung 1888, die Gojong wünschte, scheiterte am Protest der Großmächte.

## Wieder in China
Möllendorff war ab 1889 wieder im chinesischen Zolldienst tätig, zunächst in Shanghai. Hier fand er nebenher Zeit für sprachwissenschaftliche und literarische Arbeiten. 1896 und 1897 war er Präsident der angesehenen wissenschaftlichen Gesellschaft Royal Asiatic Society, China Branch. 1897 wurde er Commissioner of Customs (Zolldirektor) in der vergleichsweise rückständigen Hafenstadt Ningbo und bewirkte dort neben seiner Diensttätigkeit verschiedene Reformen. Mittlerweile war er in China mit dem sinisierten Namen als Mù Líndé 穆麟德 bzw. als Mùlínduōfū 穆麟多夫 1 (Hochchinesisch) bekannt. Die Fremdenverfolgungen des Boxeraufstands 1900 gingen dank Möllendorffs Ansehen und mäßigendem Einfluss an Ningbo ohne Blutvergießen vorüber. Seine deutsche Frau war wegen der Schulausbildung der drei Töchter 1899 mit diesen nach Deutschland umgezogen. Er selbst wollte 1901 einen Urlaub in Deutschland antreten, starb aber kurz vor der geplanten Abreise unter ungeklärten Umständen (plötzliche Erkrankung oder Giftmord).

## Der Sammler
Im Jahr 1958 übergab Emma von Seckendorff (1880–1963), die Tochter Paul Georg von Möllendorffs, dem Museum für Völkerkunde Dresden etwa 157 ostasiatische Kulturzeugnisse, die teils aus dem Nachlass ihres Vaters stammten, teils von ihr selbst erworben worden waren. In der Online Collection der Staatlichen Kunstsammlungen Dresden sind 232 Objekte Paul Georg von Moellendorff zugeordnet. Sie befinden sich zum Teil im Museum für Völkerkunde Dresden, zum größeren Teil aber im Museum für Völkerkunde zu Leipzig im Grassimuseum.

## Schriften
- Manual of Chinese Bibliography, being a List of Works and Essays Relating to China (zus. mit O. F. von Möllendorff). Shanghai, London u. Görlitz 1876 (Digitalisat)
- Praktische Anleitung zur Erlernung der hochchinesischen Sprache. Shanghai 1880 (Digitalisat); 2. Aufl. Shanghai 1891 (Digitalisat); 4. Aufl. Schanghai 1906 (Digitalisat)
- Essay on Manchu Literature. In: Journal of the China Branch of the Royal Asiatic Society. Bd. XXIV. S. 1–45 (1889) (Digitalisat)
- A Manchu Grammar: With Analysed Texts. Shanghai 1892 (Digitalisat)
- Die Juden in China. In: Monatsschrift für Geschichte und Wissenschaft des Judentums. Bd. 1893–1895, S. 327–331
- Die Weltliteratur. Eine Liste mit Einleitung. Schanghai 1894 (Digitalisat) – berücksichtigt im Gegensatz zu anderen, ähnlichen Listen ausdrücklich die chinesische, hebräische und neulateinische Literatur
- Das chinesische Familienrecht. Schanghai 1895 (Digitalisat)
- The Family Law of the Chinese. Shanghai 1896 (Digitalisat)
- Le droit de famille chinois. Paris 1896 (Digitalisat)
- On the Limitations of Comparative Philology. In: Journal of the China Branch of the Royal Asiatic Society. Bd. XXXI. S. 1–21 (1896–97)
- Classification des dialectes chinois. Ningpo 1899
- Ningpo Syllabary. Shanghai 1901
- Ningpo Colloquial Handbook (Hrsg. G. W. Sheppard). Shanghai 1910